# Кептелан
Кептелан (рум. Căptălan) — село у повіті Алба в Румунії. Входить до складу комуни Ношлак.
Село розташоване на відстані 276 км на північний захід від Бухареста, 46 км на північний схід від Алба-Юлії, 48 км на південний схід від Клуж-Напоки.

## Населення
За даними перепису населення 2002 року у селі проживали 378 осіб.
Національний склад населення села:
| Національність | Кількість осіб | Відсоток |
| -------------- | -------------- | -------- |
| румуни         | 290            | 76,7%    |
| цигани         | 45             | 11,9%    |
| угорці         | 42             | 11,1%    |

Рідною мовою назвали:
| Мова      | Кількість осіб | Відсоток |
| --------- | -------------- | -------- |
| румунська | 289            | 76,5%    |
| циганська | 45             | 11,9%    |
| угорська  | 43             | 11,4%    |